# Dandadan
Dandadan (яп. ダンダダン Дандадан), также Dan Da Dan — манга, написанная и проиллюстрированная Юкинобу Тацу. Выпускается в сервисе цифровой манги Shonen Jump+ издательства Shueisha с апреля 2021 года и по состоянию на июль 2025 года издана в двадцати томах-танкобонах. Студией Science Saru манга адаптирована в формат аниме-сериала, трансляция которого проходила с октября по декабрь 2024 года. В декабре 2024 года был анонсирован второй сезон, премьера которого состоялась в июле 2025 года.

## Сюжет
Момо Аясэ — ученица старшей школы, которая верит в призраков, но не в инопланетян, в противоположность своему знакомому из параллельного класса Кэну Такакуре, прозванному ей Окаруном, который верит в инопланетян, но не в призраков. Для того, чтобы определить, кто прав, они заключают пари и решают по отдельности посетить места, связанные как с оккультизмом, так и со сверхъестественным: Аясэ посещает первое место, а Окарун — второе. Когда они достигают соответствующих мест, оказывается, что ни один из них не ошибался, и что и инопланетяне, и призраки действительно существуют.

## Персонажи
Момо Аясэ (яп. 綾瀬 桃 Аясэ Момо) — ученица старшей школы, которая верит в призраков и сверхъестественное. После похищения инопланетянами с планеты Серпо она обнаруживает, что обладает психокинетическими способностями, позволяющими ей видеть ауры людей и предметов, а также визуализировать свою силу в виде гигантских рук, способных хватать и контролировать ауры. Она является горячей поклонницей актёра Кэна Такакуры и встречается с любым парнем, похожим на него. Из-за этого она отказывается называть Окаруна по имени, потому что он на него не похож ни капли. Позднее начинает испытывать чувства к Окаруну.
Сэйю: Сион Вакаяма
Кэн Такакура (яп. 高倉 健 Такакура Кэн) — робкий и не имеющий друзей старшеклассник, который пытается наладить контакт с Момо из-за их общего интереса к сверхъестественному. Момо называет его Окарун (яп. オカルン, в переводах Crunchyroll и «Амедиатеки» — Конспирун) от слова «оккультизм» (яп. オカルト окаруто, в переводах Crunchyroll и «Амедиатеки» — от слова конспирология), поскольку он является полным тёзкой актёра Кэна Такакуры, поклонницей которого является Момо. После проклятия, наложенного на него Турбобабкой, Окарун получил способность входить в сверхмощное состояние, в котором он принимает демоническую форму.
Сэйю: Нацуки Ханаэ
Сэйко Аясэ (яп. 綾瀬 星子 Аясэ Сэйко) — медиум и бабушка Момо, с которой она живёт, при этом внешне Сэйко выглядит за двадцать. Помогает Момо и Окаруну справляться с опасными духами и ёкаями. Несмотря на то, что у неё нет приобретённых способностей, Сэйко обладает обширными знаниями о сверхъестественных существах и проклятиях, и использует различные артефакты и позаимствованную силу бога, проживающего в их городе, чтобы запечатывать и изгонять ёкаев; однако эта сила ограничена территорией города.
Сэйю: Нана Мидзуки
Турбобабка (яп. ターボババア Та:бо Баба:) — ёкай, принявший облик жестокой пожилой женщины. Изначально она успокаивала души девушек, которые умерли ужасной смертью, но потом начала проклинать и воровать гениталии всех, кто входил на её территорию. После того, как Момо и Окарун побеждают её, Сэйко запечатывает дух Турбобабки в кукле манэки-нэко, и она соглашается помогать им на то время, пока Кэн не вернёт себе гениталии.
Сэйю: Маюми Танака
Айра Сиратори (яп. 白鳥 愛羅 Сиратори Айра) — ученица той же школы, в которой учатся Момо и Окарун. Узнав о существовании сверхъестественного, Сиратори провозглашает себя «избранной», выполняющей миссию по защите мира от зла, и обращает своё внимание на Момо, полагая, что она демон, которого нужно остановить. Подобно Окаруну, она может принимать демоническую форму и получает способности, приобретённые от ёкая Акробатка Сара, дающие Айре невероятную ловкость и цепкие волосы. Она увлечена Окаруном.
Сэйю: Аянэ Сакура
Дзин Эндзёдзи (яп. 円城寺 仁 Эндзё:дзи Дзин) — друг детства Момо и её первая любовь. Носит прозвище Дзидзи (яп. ジジ «дед»). После того, как родители Дзина попали в больницу в результате появления призрака в их доме, он переезжает в дом к Момо и Сэйко и переходит в ту же школу, где учатся остальные герои. Окарун ревнует Момо к нему, но Дзидзи пытается подружиться с ним. Он одержим ёкаем по имени Глаз Злобы, впадающим в слепую ярость, когда контролирует тело Дзидзи.
Сэйю: Кайто Исикава
Глаз Злобы (яп. 邪視 Дзяси) — могущественный и коварный ёкай, появившийся в результате человеческого жертвоприношения в феодальный период. Он питает ненависть ко всему человечеству и обманом заставляет Дзидзи заключить сделку, чтобы уничтожить людей. Глаз Злобы, в дополнение к своим невероятным физическим способностям, использует злобу принесённых в жертву людей для создания мощных, почти несокрушимых конструктов, которые часто имеют размер и форму футбольного мяча.
Сэйю: Муцуми Тамура
Инопланетяне с планеты Серпо (яп. セルポ星人 Сэрупо хосибито)
Сэйю: Кадзуя Накаи
Флэтвудский монстр (яп. フラットウッズモンスター Фураттоуддзу монсута:)
Сэйю: Рюдзабуро Отомо
Акробатка Сара (яп. アクロバティックさらさら Акуробатикку Сарасара)
Сэйю: Кикуко Иноуэ
Доверский демон (яп. ドーバーデーモン До:ба: дэ:мон)
Сэйю: Томокадзу Сэки
Таро (яп. 太郎 Таро:)
Сэйю: Томокадзу Сугита
Хана (яп. 花)
Сэйю: Фуми Хирано
Наки Кито (яп. 鬼頭 ナキ Кито: Наки)
Сэйю: Масако Исобэ
Мандзиро (яп. 万次郎 Мандзиро:)
Сэйю: Хироюки Ёсино
Тикитита (яп. チキチータ Тикити:та)
Сэйю: Наоми Одзора

## Медиа

### Манга
Dandadan написана и проиллюстрирована Юкинобу Тацу. Выпуск манги начался 6 апреля 2021 года в сервисе цифровой манги Shonen Jump+ издательства Shueisha. Всего издательством Shueisha к июлю 2025 года было выпущено двадцать томов-танкобонов манги. Первый том был выпущен 4 августа 2021 года, а последний — 4 июля 2025 года.
Манга выпускается одновременно на английском и испанском языках в сервисе Manga Plus, также принадлежащему Shueisha, и на английском языке на веб-сайте Shonen Jump компании Viz Media.

#### Список томов
| №  | Дата публикации   | ISBN                   |
| -- | ----------------- | ---------------------- |
| 01 | 4 августа 2021 г. | ISBN 978-4-0888-2599-1 |
| 02 | 4 октября 2021 г. | ISBN 978-4-0888-2804-6 |
| 03 | 3 декабря 2021 г. | ISBN 978-4-0888-2854-1 |
| 04 | 4 марта 2022 г.   | ISBN 978-4-0888-3046-9 |
| 05 | 2 мая 2022 г.     | ISBN 978-4-0888-3103-9 |
| 06 | 4 августа 2022 г. | ISBN 978-4-0888-3208-1 |
| 07 | 4 октября 2022 г. | ISBN 978-4-0888-3270-8 |
| 08 | 4 января 2023 г.  | ISBN 978-4-0888-3370-5 |
| 09 | 3 марта 2023 г.   | ISBN 978-4-0888-3414-6 |
| 10 | 2 мая 2023 г.     | ISBN 978-4-0888-3503-7 |
| 11 | 4 августа 2023 г. | ISBN 978-4-0888-3599-0 |
| 12 | 4 декабря 2023 г. | ISBN 978-4-0888-3726-0 |
| 13 | 4 января 2024 г.  | ISBN 978-4-0888-3841-0 |
| 14 | 4 апреля 2024 г.  | ISBN 978-4-0888-3897-7 |
| 15 | 4 июля 2024 г.    | ISBN 978-4-0888-4054-3 |
| 16 | 4 октября 2024 г. | ISBN 978-4-0888-4227-1 |
| 17 | 1 ноября 2024 г.  | ISBN 978-4-0888-4259-2 |
| 18 | 4 января 2025 г.  | ISBN 978-4-0888-4340-7 |
| 19 | 4 апреля 2025 г.  | ISBN 978-4-0888-4470-1 |
| 20 | 4 июля 2025 г.    | ISBN 978-4-0888-4592-0 |

### Аниме
Об адаптации манги в формат аниме-сериала было объявлено 27 ноября 2023 года. Его производством занялась студия Science Saru, на должность режиссёра был назначен Фуга Ямасиро, сценаристом стал Хироси Сэко, дизайнером персонажей — Наоюки Онда, дизайнером инопланетян и сверхъестественных существ — Ёсимити Камэда, а композитором — Кэнсукэ Усио. Транслировался с 4 октября по 20 декабря 2024 года в программном блоке Super Animeism Turbo телесети Japan News Network (JNN), в состав которой входят телеканалы MBS и TBS. Предпремьерные показы первых трёх серий под общим названием Dandadan: First Encounter состоялись 31 августа на территории Азии, 7 сентября — Европы и 13 сентября — Северной Америки. Открывающая музыкальная тема — «Otonoke» (яп. オトノケ Отонокэ), исполненная хип-хоп-дуэтом Creepy Nuts; закрывающая — «Taidada», исполненная рок-группой Zutomayo.
В марте 2024 года аниме-сериал был лицензирован стриминговыми сервисами Crunchyroll и Netflix, а также компанией Muse Communication. Правами на показ аниме-сериала в кинотеатрах, а также правами на домашнее и цифровое распространение на территории Северной Америки обладает кинодистрибьютор GKIDS. В России аниме транслируется сервисом «Амедиатека» под названием «Дандадан».
В начале августа 2024 года первые шесть серий аниме-сериала утекли в сеть и были выложены на таких сайтах, как 4chan и Nyaa Torrents.
19 декабря 2024 года состоялся анонс второго сезона, премьера которого состоялась 3 июля 2025 года. Предпремьерные показы первых трёх серий под общим названием «Дандадан: Злой глаз» состоялись 30 мая на территории Азии (кроме Японии), 6 июня — Северной Америки, 7 июня — Европы и 19 июня — России. Режиссёрами второго сезона выступили Фуга Ямасиро и Абель Гонгора. Открывающая музыкальная тема — «Kakumei Dochu» (яп. 革命道中 Какумэй до:тю:, «Революционный путь»), исполненная певицей Aina the End; закрывающая — «Dokashiteru» (яп. どうかしてる До:каситэру, «Что-то не так»), исполненная певцом WurtS.

#### Список серий первого сезона
| № общий | № в сезоне | Название | Режиссёр        | Премьера в Японии  |
| --- | ---------- | --- | --------------- | ------------------ |
| 01 | 01         | Вот так и зарождается любовь «Сорэ ттэ кой но хадзимари дзян ё» (それって恋のはじまりじゃんよ)                        | Фуга Ямасиро    | 4 октября 2024 г.  |
| После тяжёлого расставания с парнем Момо Аясэ ненадолго защищает одинокого ученика от хулиганов. Вскоре по окончании урока у них завязывается спор из-за журнала о научной фантастике, который читал юноша, — он верит в существование инопланетян, тогда как Момо убеждена в реальности сверхъестественных сил. Они решают заключить пари, и каждый намерен доказать другому свою правоту. Вечером Момо отправляется в заброшенную больницу, чтобы установить контакт с пришельцами, а парень — в закрытый туннель, чтобы найти там духа. Неожиданно оказывается, что они оба были правы: в парня вселяется дух по имени Турбобабка, которая желает забрать его «банан», в то время как Момо похищают инопланетяне с планеты Серпо, намеревающиеся заняться с ней сексом ради эксперимента. Юноша и Турбобабка попадают на корабль серпониан через экран телефона Момо, в то время как она сама, вспомнив слова своей бабушки, открывает в себе психокинетические способности, после чего они вместе побеждают пришельцев и их корабль падает на Землю. Парень признаётся, что его зовут Кэн Такакура — точно так же, как и любимого актёра Момо.                                      |            | |                 |                    |
| 02 | 02         | Это типа пришелец, нет? «Сорэ ттэ утю:дзин дзя нэ» (それって宇宙人じゃね)                                             | Русио Морияма   | 11 октября 2024 г. |
| Момо и Кэн, которому первая даёт прозвище «Конспирун», чтобы не смущаться из-за его настоящего имени, отправляются в дом бабушки Момо, и по пути девушке приходится сдерживать проклятие парня. Там на них нападает похожий на сумоиста монстр, и они оказываются заперты в пределах участка с домом. Момо и Конспирун считают, что это злой дух, пока не понимают, что на самом деле это Флэтвудский монстр. Конспирун просит Момо перестать сдерживать проклятие, из-за чего превращается в ёкая, в котором его личность гармонирует со способностями Турбобабки. Тем не менее им не удаётся нанести монстру достаточно вреда, и тот ранит Конспируна. Момо выманивает монстра к воротам тории, что позволяет ей выбраться наружу. Забрав Конспируна, она вешает на ворота талисман, который не позволяет духам войти на территорию дома, и пришелец сгорает заживо, а барьер исчезает. Девушка радуется победе, а после теряет сознание. Поскольку теперь некому сдерживать проклятие, Турбобабка полностью овладевает телом Конспируна. |            | |                 |                    |
| 03 | 03         | Бабка будет биться с бабкой «Баба: то баба: га гэкитоцу дзян ка» (ババアとババアが激突じゃんか)                       | Дайки Ёнэмори   | 18 октября 2024 г. |
| Сэйко, бабушка Момо и медиум, возвращается домой и побеждает в бою одержимого Конспируна. Придя в сознание, взволнованная Момо спрашивает у Сэйко, что случилось с Конспируном. Та отводит внучку к святилищу, где сидит парень. Момо вводит бабушку в курс дела, параллельно рассказывая о своих новых способностях. Сэйко более подробно рассказывает о Турбобабке, добавив, что у той установилась мощная связь с обитающим в туннеле «привязанным духом». Несмотря на предупреждения Сэйко не сражаться с духом, Момо намерена помочь Конспируну; Сэйко рассказывает о том, что за пределами города Турбобабка не так сильна, и на следующий день начинает проводить тренировки. Позднее появляется Турбобабка, которая говорит Момо, чтобы они с Конспируном пришли сражаться с ней в туннель, а в случае отказа угрожает использовать проклятие Конспируна для убийства людей. Понимая, что других вариантов нет, Сэйко благословляет Момо и Конспируна, и те отправляются в туннель на битву с Турбобабкой. |            | |                 |                    |
| 04 | 04         | Выбьем из Турбобабки дурь «Та:бобаба: о буттобасо:» (ターボババアをぶっ飛ばそう)                                      | Моко-тян        | 25 октября 2024 г. |
| По прибытии в туннель Момо и Конспирун планируют выманить Турбобабку за пределы города, чтобы победить, но та загоняет их в угол и лишает Конспируна его проклятия. Момо предлагает ей сыграть в салочки, отвлекая Турбобабку и тем самым давая себе достаточно времени, чтобы задержать её и вернуть Конспируну проклятие. Они безуспешно пытаются добежать до границы города, пока их преследует дух-краб и призванные Турбобабкой тела умерших; не помогает даже демоническая форма Конспируна. Турбобабка вырывается из плена. Момо заманивает её на поезд, едущий за город, и они с Конспируном при помощи Сэйко побеждают Турбобабку и предположительно снимают с юноши проклятие. Узнав, что Турбобабка изначально ставила цель упокоить души девушек, ставших жертвами изнасилования или убийства, они возвращаются к туннелю, чтобы помолиться за них. Позднее Момо прощается с Конспируном словами «До завтра», что последнего не может не радовать. |            | |                 |                    |
| 05 | 05         | А где же яйца? «Тама ва доко дзян ё» (タマはどこじゃんよ)                                                             | Хироми Нисияма  | 1 ноября 2024 г.   |
| В школе Момо с Конспируном начинают сближаться, но ссорятся после того, как подруги Момо, увидев их случайный поцелуй, принимают их за пару. Во время похода в туалет Конспирун делает шокирующее открытие, после чего бежит в класс Момо, чтобы это обсудить, но та его игнорирует. После уроков Конспирун случайно врезается в другую школьницу и извиняется, в то время как та ведёт себя дружелюбно; позднее Момо подслушивает, как эта девушка потешается над Конспируном. Разозлившись, она с помощью своих способностей бьёт девушку тазом по голове. Вскоре Конспирун рассказывает Момо, что несмотря на возвращение его «банана», у него отсутствуют яички. Уже дома у Сэйко они проводят ритуал, и Момо извлекает из тела Конспируна дух, который вселяется в стоящую рядом манэки-нэко. Оказывается, что в фигурку вселилось сознание Турбобабки, которая перед своим поражением перенеслась в тело Конспируна. Несмотря на то, что Турбобабка его больше не преследует, Конспирун по-прежнему может превращаться в ёкая, поскольку, по словам Сэйко, в нём остались лишь её силы. Когда Момо спрашивает у Турбобабки, где яички Конспируна, та признаётся, что потеряла их. |            | |                 |                    |
| 06 | 06         | Встречайте — чокнутая «Ябэ: онна га кита» (ヤベー女がきた)                                                            | Нодзоми Фукуи   | 8 ноября 2024 г.   |
| Турбобабка объясняет, что яички Конспируна, принявшие форму золотых шаров, пропитаны её аурой, которая привлекает к себе духов. Тем временем Айра Сиратори — девушка, насмехавшаяся над Конспируном, — может видеть силы Момо благодаря золотому яичку, которое она подобрала после битвы Момо и Конспируна с Турбобабкой; заметив это, Турбобабка предупреждает героев, что Айра, вероятно, открыла в себе сверхъестественные силы. Когда Айра заманивает Момо в заброшенное здание, связывает её и пытается провести сеанс экзорцизма, Конспирун и Турбобабка приходят ей на помощь, однако парень замечает, что Айру преследуют. После этого появляется фигура в розовом платье, которая хватает Айру и называет себя её матерью. Конспирун и Момо сражаются с таинственной женщиной, но она проглатывает юношу; Турбобабка понимает, что это дух по имени Акробатка Сара. Когда Айра называет духа чудовищем, Акробатка Сара проглатывает и её, а после делает то же самое с Момо. Всем троим удаётся выбраться благодаря тому, что Момо успела поджечь волосы Акробатки Сары с помощью зажигалки Айры.                                                                             |            | |                 |                    |
| 07 | 07         | В мир, который добрее «Ясасий сэкай э» (優しい世界へ)                                                                 | Котаро Мацунага | 15 ноября 2024 г.  |
| Момо и Конспирун побеждают Акробатку Сару в бою, после чего забирают у Айры золотое яичко. Однако они понимают, что Айра умерла, но Акробатка Сара предлагает воскресить её, передав ей свою ауру. Момо соединяет их ауры и видит прошлое духа; при жизни та была матерью-одиночкой, работавшей на нескольких работах (в том числе занимавшейся проституцией), чтобы обеспечить дочь и выплатить долги. В один из дней в дом ворвались коллекторы, которые избили мать и забрали девочку, что вынудило женщину покончить с собой. После этого её дух какое-то время блуждала по земле, пока маленькая Айра не встретила её и не приняла за мать. После этого дух поклялась защищать дочь и превратилась в Акробатку Сару. Айра оживает, а Акробатка Сара обращается в прах, сожалея о том, что не сумела смириться с травмой. Узнав о её прошлом, Айра обнимает и утешает Акробатку Сару, молясь за её упокой и обещая не забывать её. |            | |                 |                    |
| 08 | 08         | Чувствую себя как-то странно «Нанка моямоя суру дзян ё» (なんかモヤモヤするじゃんよ)                                  | Хироси Нисикори | 22 ноября 2024 г.  |
| Хотя Момо с Конспируном её спасли, Айра продолжает считать Момо демоном и намеревается освободить Конспируна от её влияния; с помощью Турбобабки парень возвращает себе яичко. Из-за того, что Конспирун отказывается встретиться с ней на обеде, Момо начинает чувствовать себя странно, а после она замечает, как во дворе под парнем лежит Айра. На самом деле Конспирун пошёл во двор тренироваться, и уже там его встретила Айра. Та с неловкостью призналась в своих чувствах к парню, и между ними завязался спор, в результате чего Айра упала на землю, а Конспирун оказался сверху. Конспирун пытается объясниться, но Момо не хочет его слушать. Во время уроков он замечает, что школу затапливает, а все его одноклассники исчезли. Встретившись с Айрой, он понимает, что они заперты в реальности, похожей на ту, в которой проходил бой с Флэтвудским монстром. Момо прячется от похожего на плезиозавра чудовища, в то время как на Конспируна и Айру нападает пришелец, похожий на рака-богомола. Возвращаются серпониане, которые берут в плен Конспируна и вырубают Айру. Девушка мешает им причинить вред Конспируну, пробудив силы Акробатки Сары.                |            | |                 |                    |
| 09 | 09         | Слияние! Серпо-доверский демон Несси! «Гаттай! Сэрупо до:ба: дэ:мон Нэсси:!» (合体！セルポドーバーデーモンネッシー！) | Кэндзи Маэба    | 29 ноября 2024 г.  |
| Айра сражается с серпонианами и Раком-богомолом, которого они контролируют, и одерживает победу после того, как к битве присоединяются голый Конспирун и Момо. После поле боя целиком превращается в воду и приплывший плезиозавр, в котором Конспирун узнаёт «Несси», медленно убивает серпониан. Рак-богомол в воде становится сильнее и вырубает Айру, отчего Момо и Конспирун спасаются бегством; Конспирун просит Момо выслушать его, и они, забрав Айру, сбегают от пришельцев. Так как одежда может мешать им держаться на плаву, Момо и Айра раздеваются до нижнего белья; оставшийся серпонианин, недовольный некомпетентностью своих товарищей, объединяет себя с Раком-богомолом и Несси. Узнав о слабостях существа, Момо, Конспирун и Айра общими услиями побеждают его и возвращаются в настоящую школу. После этого вся школа ошибочно считает, что все трое занимались сексом, отчего они испытывают ужас и стыд. |            | |                 |                    |
| 10 | 10         | Доводилось видеть увечье скота? «Кятору мю:тирэ:сён о кими ва мита ка» (キャトルミューティレーションを君は見たか)     | Каёна Ямада     | 6 декабря 2024 г.  |
| Момо и Айра, которые сильно переживают из-за произошедшего, обсуждают с Конспируном истинные мотивы пришельцев. Конспирун объясняет Момо, как всё было на самом деле днём ранее. Тем временем, когда одноклассники Айры решают организовать травлю в отношении Момо из-за слухов, которые про неё распространяла сама Айра, она берёт на себя ответственность и просит больше не трогать Момо. Позднее Айра с Момо встречают раненого Рака-богомола и берут его с собой к Сэйко. После ужина Рак-богомол рассказывает о том, что его сын может умереть из-за того, что постоянно теряет кровь. Услышав это, Сэйко предлагает пришельцу выпить стакан молока, и тот понимает, что оно является эквивалентом его крови. Обрадовавшись, Рак-богомол получает от Сэйко разрешение забрать корову и улетает, обещая в трудную минуту прийти на помощь. Спустя несколько минут в дом приходит гость, которым оказывается Дзин «Дзидзи» Эндзёдзи. Сэйко говорит Конспируну, что это друг детства Момо и её первая любовь, удивляя его. |            | |                 |                    |
| 11 | 11         | Первая любовь «Хацукой но хито» (初恋の人)                                                                            | Тору Хасуя      | 13 декабря 2024 г. |
| Сэйко рассказывает, что Дзидзи будет жить с ними, пока его родители в больнице; Дзидзи признаётся Момо, что его родители стали жертвами сверхъестественных сил, после чего медиумы порекомендовали ему обратиться за помощью к Сэйко. После того как Дзидзи переводится в школу Момо и Конспируна, последний начинает ревновать её из-за того, что она стала проводить с ним меньше времени, и приходит к выводу, что если она станет встречаться с Дзидзи, то вообще перестанет общаться с Конспируном. Уходя от Дзидзи и Момо на перемене, Конспирун замечает анатомический манекен по имени Таро, который куда-то убегает. Заметив некий сияющий объект под пахом Таро, Момо полагает, что это второе яичко Конспируна. Момо, Конспирун и удивлённый Дзидзи преследуют Таро и добираются до свалки, где тот воссоединяется с другим манекеном по имени Хана. Услышав, как Таро признаётся Хане в любви, Конспирун понимает, что влюблён в Момо, и это вдохновляет его продолжать бороться за неё. |            | |                 |                    |
| 12 | 12         | Двинули в проклятый дом «Норой но иэ э рэтцуго:» (呪いの家ヘレッツゴー)                                               | Тэцуя Вакано    | 20 декабря 2024 г. |
| Поняв, что «яичко», которое увидела Момо, — на самом деле ёлочное украшение, герои забирают Хану в дом Сэйко, где ждут визита Таро, пока Дзидзи постоянно испытывает галлюцинации и видит духа, ответственного за болезнь его родителей. Момо, Конспирун и Дзидзи едут в проклятый дом последнего, и в пути Конспирун всё сильнее ревнует. Памятуя слова Таро, он пытается привлечь внимание Момо своими увлечениями, но, к своему удивлению, заинтересовывает ими Дзидзи. Они приезжают в дом Дзидзи, не подозревая, что за ними наблюдают. Не заметив ничего необычного и решив, что дух прячется, Момо отправляется на горячие источники, оставляя Конспируна и Дзидзи наедине. Парням приходится стать ближе друг к другу в процессе обсуждения того, что им нравится в Момо. На горячих источниках девушки начинает домогаться несколько мужчин, в то время как Конспирун и Дзидзи замечают в доме новую комнату. Разбив поддельную стену, они обнаруживают, что вся комната увешана талисманами. |            | |                 |                    |

#### Список серий второго сезона
| № общий | № в сезоне | Название                                                                                   | Режиссёр        | Премьера в Японии  |
| ------- | ---------- | ------------------------------------------------------------------------------------------ | --------------- | ------------------ |
| 13      | 01         | Типа легенда о гигантской змеюке «Ороти дэнсэцу ттэ корэдзян ё» (大蛇伝説ってこれじゃんよ) | Каёна Ямада     | 4 июля 2025 г.     |
| 14      | 02         | Сглаз «Дзяси» (邪視)                                                                       | Ёсихико Мори    | 11 июля 2025 г.    |
| 15      | 03         | Так нельзя «Юруса нэ: дзэ» (ゆるさねえぜ)                                                  | Тэцуя Вакано    | 18 июля 2025 г.    |
| 16      | 04         | Ваще жесть, нет? «Ябасуги дзян ё» (やば過ぎじゃんよ)                                       | Хиронори Танака | 25 июля 2025 г.    |
| 17      | 05         | Мы же все с ночёвкой, верно? «Минна дэ отомари дзян ё» (みんなでお泊まりじゃんよ)          | Тако Кимура     | 1 августа 2025 г.  |
| 18      | 06         | Теперь мы семья «Кадзоку ни нарумасита» (家族になりました)                                 | Каёна Ямада     | 8 августа 2025 г.  |
| 19      | 07         | Как-то мрачновато, нет? «Нанка моямоя суру дзян ё» (なんかモヤモヤするじゃんよ)            | Хироми Нисияма  | 15 августа 2025 г. |
| 20      | 08         | Не сдавайся, Конспирун «Гамбарэ Окарун» (がんばれオカルン)                                 |                 | 22 августа 2025 г. |

## Приём

### Манга
В июне 2021 года манга была номинирована на премию Next Manga Award в категории «Лучшая веб-манга» и заняла по итогам голосования второе место в шорт-листе номинантов. В ежегодном справочнике Kono Manga ga Sugoi! издательства Takarajimasha манга заняла четвёртое место в списке лучшей манги 2022 года для читателей-мужчин.
По состоянию на июль 2021 года манга набрала более 22 миллионов просмотров в сервисе Shonen Jump+.
В январе 2022 года манга была номинирована на пятнадцатую премию Манга тайсё, заняв по итогу голосования седьмое место с 53 баллами. В конце этого же месяца манга заняла первые места в рейтингах «Комиксы 2022 года, рекомендованные сотрудниками национальных книжных магазинов» и «Комиксы 2022 года, рекомендованные издателями комиксов».
К началу мая 2022 года общий тираж манги составил более 1,4 миллиона проданных копий. В июне 2022 года манга заняла четвёртое место в голосовании на премию Tsutaya Comic Award.
В путеводителе по манге осени 2022 года сайта Anime News Network Кристофер Фэррис и Ребекка Сильверман провели обзор первого тома манги. Фэррис похвалил отношения главных героев, некоторые сюжетные моменты и боевые сцены, однако Сильверман сильно раскритиковала первый том за грубые и сексуальные шутки.

### Награды и номинации аниме
| Год  | Награда                  | Результат | Категория                                        | Номинант                           | Прим.         |
| ---- | ------------------------ | --------- | ------------------------------------------------ | ---------------------------------- | ------------- |
| 2025 | Anime Trending Awards    | Победа    | Лучшая анимация                                  | Dandadan                           | [ 61 ]        |
| 2025 | Anime Trending Awards    | Победа    | Лучший актёр озвучивания                         | Нацуки Ханаэ в роли Кэна Такакуры  | [ 61 ]        |
| 2025 | Anime Trending Awards    | Победа    | Лучший саундтрек                                 | Dandadan                           | [ 61 ]        |
| 2025 | Anime Trending Awards    | Победа    | Опенинг года                                     | «Otonoke» от Creepy Nuts           | [ 61 ]        |
| 2025 | Anime Trending Awards    | Победа    | Сверхъестественное аниме года                    | Dandadan                           | [ 61 ]        |
| 2025 | Astra TV Awards          | Номинация | Лучший аниме-сериал                              | Dandadan                           | [ 62 ]        |
| 2025 | Crunchyroll Anime Awards | Номинация | Аниме года                                       | Dandadan                           | [ 63 ]        |
| 2025 | Crunchyroll Anime Awards | Номинация | Лучшая анимация                                  | Dandadan                           | [ 63 ]        |
| 2025 | Crunchyroll Anime Awards | Победа    | Лучшая песня в аниме                             | «Otonoke» от Creepy Nuts           | [ 63 ]        |
| 2025 | Crunchyroll Anime Awards | Номинация | Лучшие фоны                                      | Dandadan                           | [ 63 ]        |
| 2025 | Crunchyroll Anime Awards | Номинация | Лучший актёр дубляжа (английский)                | Эй Джей Беклз в роли Кэна Такакуры | [ 63 ]        |
| 2025 | Crunchyroll Anime Awards | Номинация | Лучший актёр дубляжа (испанский)                 | Алисия Велес в роли Момо Аясэ      | [ 63 ]        |
| 2025 | Crunchyroll Anime Awards | Номинация | Лучший актёр дубляжа (немецкий)                  | Франциска Фриде в роли Момо Аясэ   | [ 63 ]        |
| 2025 | Crunchyroll Anime Awards | Номинация | Лучший актёр дубляжа (французский)               | Женелия Коаду в роли Момо Аясэ     | [ 63 ]        |
| 2025 | Crunchyroll Anime Awards | Номинация | Лучший главный персонаж                          | Кэн Такакура                       | [ 63 ]        |
| 2025 | Crunchyroll Anime Awards | Номинация | Лучший главный персонаж                          | Момо Аясэ                          | [ 63 ]        |
| 2025 | Crunchyroll Anime Awards | Победа    | Лучший дизайн персонажей                         | Наоюки Онда                        | [ 63 ]        |
| 2025 | Crunchyroll Anime Awards | Номинация | Лучший новый сериал                              | Dandadan                           | [ 63 ]        |
| 2025 | Crunchyroll Anime Awards | Победа    | Лучший опенинг                                   | «Otonoke» от Creepy Nuts           | [ 63 ]        |
| 2025 | Crunchyroll Anime Awards | Номинация | Лучший персонаж второго плана                    | Сэйко Аясэ                         | [ 63 ]        |
| 2025 | Crunchyroll Anime Awards | Номинация | Лучший персонаж второго плана                    | Турбобабка                         | [ 63 ]        |
| 2025 | Crunchyroll Anime Awards | Номинация | Лучший режиссёр                                  | Фуга Ямасиро                       | [ 63 ]        |
| 2025 | Crunchyroll Anime Awards | Номинация | Лучший саундтрек                                 | Кэнсукэ Усио                       | [ 63 ]        |
| 2025 | Crunchyroll Anime Awards | Номинация | Лучший сэйю                                      | Нацуки Ханаэ в роли Кэна Такакуры  | [ 63 ]        |
| 2025 | Crunchyroll Anime Awards | Номинация | Лучший сэйю                                      | Сион Вакаяма в роли Момо Аясэ      | [ 63 ]        |
| 2025 | Crunchyroll Anime Awards | Номинация | Лучший экшен                                     | Dandadan                           | [ 63 ]        |
| 2025 | Crunchyroll Anime Awards | Номинация | Лучший эндинг                                    | «Taidada» от Zutomayo              | [ 63 ]        |
| 2025 | Crunchyroll Anime Awards | Номинация | Персонаж категории «Нужно защищать любой ценой»  | Кэн Такакура                       | [ 63 ]        |
| 2025 | Japan Expo Awards        | Победа    | Премия «Дарума» за лучшее аниме                  | Dandadan                           | [ 64 ] [ 65 ] |
| 2025 | Japan Expo Awards        | Победа    | Премия «Дарума» за лучшее аниме в жанре боевик   | Dandadan                           | [ 64 ] [ 65 ] |
| 2025 | Japan Expo Awards        | Победа    | Премия «Дарума» за лучший опенинг                | «Otonoke» от Creepy Nuts           | [ 64 ] [ 65 ] |
| 2025 | Japan Expo Awards        | Номинация | Премия «Дарума» за лучший оригинальный саундтрек | Кэнсукэ Усио                       | [ 64 ] [ 65 ] |
| 2025 | Japan Expo Awards        | Номинация | Премия «Дарума» за лучший эндинг                 | «Taidada» от Zutomayo              | [ 64 ] [ 65 ] |

### Предпремьерные показы аниме в США
По данным на 16 сентября 2024 года аниме-фильм Dandadan: First Encounter, являющийся предпремьерным показом первых трёх серий первого сезона аниме-сериала, собрал в американском кинопрокате 1 005 531 доллар США.
К 9 июня 2025 года кассовые сборы аниме-фильма «Дандадан: Злой глаз» (состоящий из первых трёх серий второго сезона) составили 3 096 000 долларов США. 16 июня кассовые сборы составили 5 065 415 долларов США.